# Franz Platko
Franz Platko (ou Ferenc Plattkó), né le 2 décembre 1898 à Budapest (Hongrie) et mort le 2 septembre 1983 à Santiago du Chili (Chili), est un footballeur international hongrois évoluant au poste de gardien de but, notamment avec le FC Barcelone. Après sa carrière de joueur, il devient entraîneur-joueur puis entraîneur. Le grand poète Rafael Alberti écrit l'Ode à Platko en son honneur après une finale de Coupe d'Espagne devenue légendaire.

## Biographie
Après avoir fait ses débuts dans les clubs hongrois du Vasas Budapest et du MTK Budapest et un crochet par Vienne au WAC, Platko est repéré par le FC Barcelone en 1922 à l'occasion de deux matchs amicaux disputés entre le club catalan et le MTK. Dans la foulée, le Barça recrute Platko pour remplacer Ricardo Zamora parti à l'Espanyol. 

### Finale de la Coupe d'Espagne de 1928

Le FC Barcelone, vainqueur de la Coupe d'Espagne de 1928. Debout : Forns (entr.), Mas, Castillo, Llorens, Walter, Guzmán, Carulla et Platko. Assis : Piera, Sastre, Samitier, Arocha et Sagi.

Platko rentre dans la légende du football lors de la finale épique de la Coupe d'Espagne disputée le 20 mai 1928 contre la Real Sociedad. Le match se joue au stade El Sardinero de Santander sous la pluie et un vent terrible près d'une mer Cantabrique très agitée. Les deux équipes s'engagent à fond et le jeu devient très heurté. Platko, blessé en première mi-temps, doit se retirer de même que la star Josep Samitier. Le Barça joue à neuf car à l'époque on ne pouvait pas remplacer les joueurs. En deuxième mi-temps, les deux blessés retournent sur le terrain. C'est alors que Platko réussit des prouesses sous les buts malgré une fracture. Le poète Rafael Alberti qui assiste à la partie décrira dans l'Ode à Platko l'émotion que suscita chez lui ce gardien venu d'ailleurs, taché de boue et de sang de la tête aux pieds, et qui résiste sous le vent et la pluie aux assauts répétés de la Real Sociedad face au Barça diminué par les blessures. Le match se termine sur le score de 1 à 1 après prolongations. La répétition de la finale est fixée deux jours plus tard. Platko, trop mal en point, ne la jouera pas. C'est Llorens qui joue à sa place et le match finit sur le même score. La proximité des Jeux olympiques d'Amsterdam oblige à repousser le troisième match un mois plus tard. Finalement, le 28 juin 1928, le FC Barcelone, toujours privé de Platko qui ne s'est pas remis de ses blessures, remporte le trophée en battant 3 à 1 la Real Sociedad dans ce qui constitue la finale de Coupe d'Espagne la plus longue de l'histoire.
Franz Platko joua ensuite deux saisons supplémentaires avec le FC Barcelone remportant notamment la première Liga de l'histoire lors de la saison 1928-29. En 1930, il fut recruté par le Recreativo de Huelva, puis il devint entraîneur.

### Carrière d'entraîneur
Il est recruté comme entraîneur-joueur en cours de saison 1932-33 par le FC Mulhouse à la suite de la blessure de l'entraîneur-joueur autrichien Ferdinand Swatosch. Il effectue quelques remplacements du gardien titulaire. Même pratique au Racing Club de Roubaix la saison suivante avec le gardien titulaire François Encontre. 
Franz Platko entraîne le Barça en 1934 puis le Académico FC de Porto. Au début de la guerre, il s'embarque pour l'Amérique du Sud où il poursuit sa carrière en Argentine et au Chili. Il revient entraîner le FC Barcelone dans les années 1950.

## Palmarès
Joueur
- Champion d'Espagne en 1929 avec le FC Barcelone.
- Vainqueur de la Coupe d'Espagne 1925, 1926 et 1928 avec le FC Barcelone.

Entraîneur
- Champion de Roumanie 1937 : avec Venus Bucarest
- Champion du Chili 1939, 1941 et 1953 avec Colo Colo.
- Troisième de la Copa América 1945 avec l'équipe du Chili de football

## Sources
- Marc Barreaud, Dictionnaire des footballeurs étrangers du championnat professionnel français (1932-1997), Paris, L'Harmattan, 1998, p. 45 (confirme que Platko a bien évolué comme joueur au FC Mulhouse en D1 française en 1932-33 puis au RC Roubaix en D2 française en 1934-35)
- Gilles Gauthey, Le football professionnel français, tome 1, 1961, p. 82 du supplément « Index alphabétique des joueurs des clubs des clubs professionnels (1932 à 1961) » (confirme que Platko a bien évolué comme joueur au FC Mulhouse en D1 française en 1932-33 puis au RC Roubaix en D2 française en 1934-35)
- Coll., 100 ans de football en Alsace, tome 2 (clubs fondés entre 1890 et 1920), p. 39
- (es) Alfredo Relaño, 366 historias del fútbol mundial, mr ediciones, 2010.